# 萬興 (彰化縣)
萬興，是臺灣彰化縣二林鎮的一個傳統地域名稱，位於該鎮北部。相較於今日行政區，其範圍大致包括西庄里不含西北部凸出部分及東部及及南部凸出部分的東南端、振興里東南大半部、萬興里東大半部、永興里東大半部、萬合里最北端、梅芳里最西端。

## 歷史
台灣清治末期至日治初期，萬興地區為一街庄，稱為「萬興庄」，隸屬於二林上堡。該庄昔日北及東北隔濁水溪主流（今舊濁水溪）與石埤腳庄、浸水庄相望，東與挖仔庄、塗仔崙庄為鄰，南邊為萬合庄，西南邊為舊趙甲庄，西邊為草湖庄。
1901年（日治明治三十四年）11月，該庄隸屬於彰化廳。1909年（明治四十二年）10月，改隸屬於臺中廳。1920年（大正九年），該庄改制為「萬興」大字，隸屬於臺中州北斗郡二林庄，大字下有「萬興」、「柳子溝」小字名。1937年，二林庄升格為二林街。
戰後二林街改制為二林鎮，隸屬於彰化縣，大字亦改制為里。

## 河道變遷
往昔濁水溪出山區行至二水、林內附近後，分成四股水路。1898年（清光緒二十四年）濁水溪南岸支流清水溪上游草嶺潭潰決，洪水排入北路分流，令其成為濁水溪下游的主流。在1904年出版的《臺灣堡圖》上，該分流即標示「濁水溪」，而流經西螺的分流則標示「西螺溪」。　
濁水溪水系的治理於日治時期的1911年即已開始，濁水溪下游平原發生大洪水後，日人成立「濁水溪治水工事事務所」，分三期進行整治工作，台鐵縱貫線通車後，為了保護鐵路，在二水鐵路橋上下游兩岸興建堤防，將原來分流四散的河道截堵成現在流經西螺的濁水溪樣貌。原有北路分流成為排水渠道，改稱舊濁水溪；因於福興鄉麥嶼厝出海，故又稱「麥嶼厝溪」。到了1926年，濁水溪下游主流明顯地幾乎都集中到今天的濁水溪（西螺溪）流路，其他分流流量明顯萎縮。
昔日「濁水溪」主流河道自蕃薯聚落以下係西流入海，且為石埤腳、萬興兩地區的界河；而流經麥嶼厝的是另一條小溪流。今日的「舊濁水溪」河道自蕃薯聚落以下係奪麥嶼厝小溪流而向西北流入海，石埤腳地區也被河道分割成東、西兩部分，分屬埔鹽鄉、二林鎮；而昔日「濁水溪」主流最下游則成為「萬興排水溝」下游河道。

## 交通
縣道148號（二溪路、興南路、二溪路七段）是王功至草屯的道路，大致以西北西—東南東走向轉橫向經過萬興地區中部偏南地帶，往西可前往草湖、王功等地，往東可前往溪湖、員林、草屯等地。

## 學校
- 萬興國中
- 萬興國小